# Немиря Григорій Михайлович
Григо́рій Миха́йлович Неми́ря (нар. 5 квітня 1960, місто Донецьк) — український політик, історик, політолог. Народний депутат України, заступник голови партії ВО «Батьківщина».Перший заступник голови Комітету Верховної Ради з питань зовнішньої політики та міжпарламентського співробітництва, голова підкомітету з питань глобальних ризиків та викликів
Вважається, що Немиря займається в команді Тимошенко міжнародними питаннями. Називався «персональним міністром закордонних справ Тимошенко» та «неофіційними послом Юлії Тимошенко і Батьківщини в Європейському союзі і США».

## Ранні роки та освіта
Народився 5 квітня 1960 року в Донецьку. У 1977 році закінчив школу із золотою медаллю. У 1982 році закінчив історичний факультет Донецького державного університету з відзнакою. З травня 1983 по грудень 1984 служив в армії.
З 1985 по 1988 рік навчався в аспірантурі Київського державного університету імені Тараса Шевченка. У 1988 році захистив дисертацію на тему «КПРС і роззброєння: критичний аналіз совєтологічних інтерпретацій (друга половина 70-х — 80-ті роки)», отримавши ступінь кандидата історичних наук.

## Кар'єра
З 1988 по 1992 рік Немиря був доцентом кафедри української історії та етнополітики Донецького державного університету, віце-президентом регіональної асоціації молодих істориків і політологів, у 1990—1991 році — доцентом Донецької державної академії управління.
У 1992 році заснував і очолив Центр політологічних досліджень при Донецькому державному університеті, яким керував до 1996 року. Водночас з 1993 по 1996 рік, був докторантом Інституту соціології Національної академії наук, став організатором першої польсько-української школи соціологів. У 1996 році був доцентом кафедри політології Донецького державного університету.
З 1996 по 1998 рік працював проректором Національного університету «Києво-Могилянська академія». З 1998 по 2008 рік завідував кафедрою європейської інтеграції Національної академії держуправління при Президентові України.
З 2001 по 2005 рік обіймав посаду голови правління «Міжнародного фонду „Відродження“», що входить до мережі фондів фінансиста і філантропа Джорджа Сороса. Був директором Центру європейських та міжнародних досліджень Інституту міжнародних відносин Київського національного університету імені Тараса Шевченка, головним редактором журналу «Нова безпека». Викладав в Інституті політичних досліджень у Бордо, Коледжі НАТО в Римі.
Немиря — член-кореспондент «Центру стратегічних і міжнародних досліджень» (CSIS, Вашингтон), член «Міжнародного інституту стратегічних досліджень» (IISS, Лондон) і дорадчої ради по Центральній і Східній Європі Freedom House.

## Політика

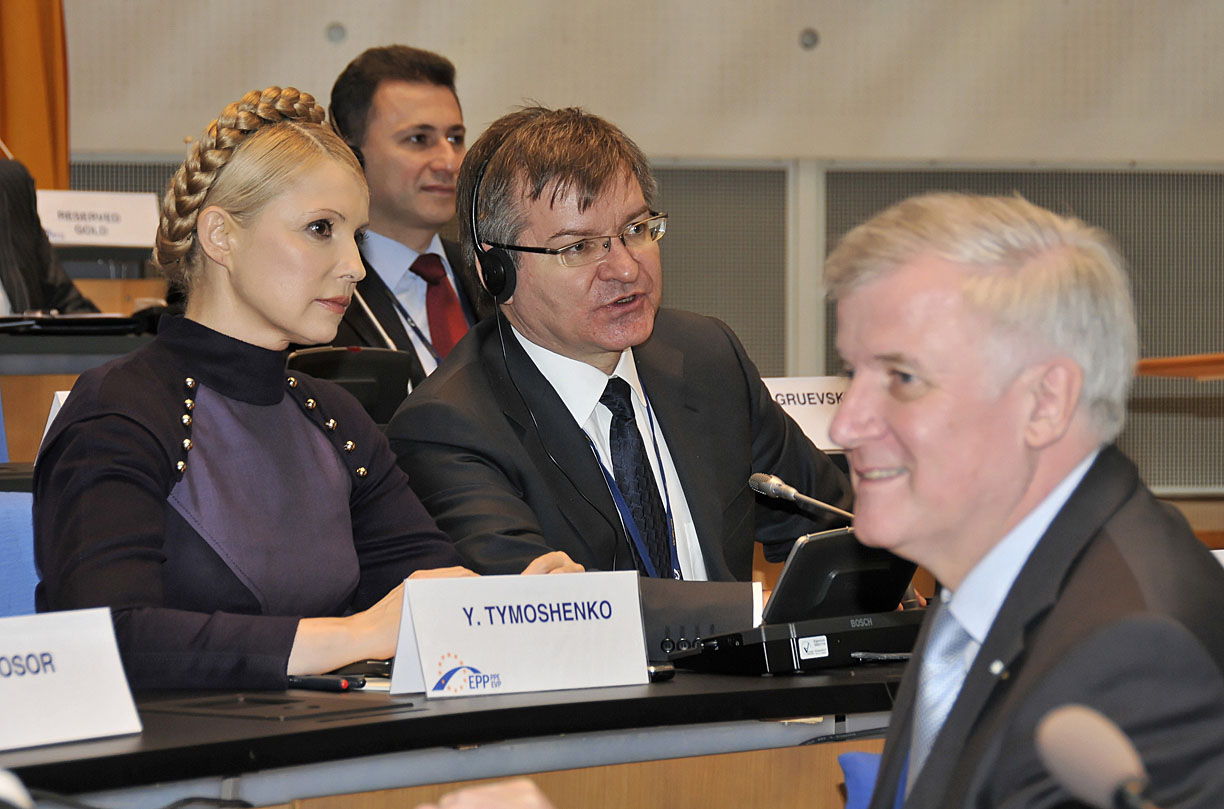
З Юлією Тимошенко на конгресі ЄНП у Бонні в 2009 році

У березні 2006 року Немиря пройшов до парламенту V скликання за списком Блоку Юлії Тимошенко. Обіймав посаду голови підкомітету з питань євроінтеграції та євроатлантичного співробітництва Комітету Верховної Ради України у закордонних справах. Пізніше був обраний заступником голови парламентської фракції БЮТ. Виконував роль радника Юлії Тимошенко з міжнародних питань, при цьому залишався безпартійним.
За підсумками дострокових парламентських виборів восени 2007 року став народним депутатом України VI скликання. Після формування коаліції з НУНС і БЮТ отримав портфель віце-прем'єр-міністра з питань євроінтеграції. Втратив посаду в 2010 році у зв'язку з відставкою уряду Тимошенко після перемоги на президентських виборах Віктора Януковича.
З 2012 по 2014 рік Немиря в парламенті очолював Комітет з питань європейської інтеграції.
З грудня 2014 року по серпень 2019 року Немиря очолював Комітет ВРУ з прав людини. Немиря на засіданні комітету виступив на підтримку звинуваченого у державній зраді Коцаби, сказавши, що «ситуація із Русланом Коцабою завдає суттєвої шкоди іміджу України та є абсолютно неприйнятною у правовій та демократичній державі, якою себе на конституційному рівні проголосила Україна».
Кандидат у народні депутати від «Батьківщини», обраний на парламентських виборах 2019 року, № 8 у списку. З вересня 2019 року Перший заступник голови Комітету Верховної Ради з питань зовнішньої політики та міжпарламентського співробітництва, голова підкомітету з питань глобальних ризиків та викликів.

## Родина
Дружина — Людмила Іванівна Немиря — продюсер, режисер інтернет-каналу Ukrlife.TV. Син Михайло (1997 р. н.).